# Luxemburg op het Eurovisiesongfestival 1982
Luxemburg nam deel aan het Eurovisiesongfestival 1982 in Harrogate, Verenigd Koninkrijk. Het was de 26ste deelname van het land aan het Eurovisiesongfestival. De zangeres Svetlana zong het lied Cours après le temps.

## Selectieprocedure
Net zoals een jaar eerder, werd in 1982 gekozen voor een interne selectie door de nationale omroep. Er werd gekozen voor de zangeres Svetlana met het lied Cours après le temps.

## In Harrogate
Op het Eurovisiesongfestival trad Luxemburg als tweede aan, na Portugal en voor Noorwegen. Op het einde van de puntentelling bleek dat het land op een zesde plaats was geëindigd met 78 punten. Nederland en België gaven respectievelijk 7 en 8 punten aan deze inzending.

### Gekregen punten

#### Finale
| 12 punten         | 10 punten    | 8 punten             | 7 punten                          | 6 punten                         |
| ----------------- | ------------ | -------------------- | --------------------------------- | -------------------------------- |
|                   | - Ierland    | - België - Duitsland | - Finland - Nederland - Noorwegen | - Portugal - Verenigd Koninkrijk |
| 5 punten          | 4 punten     | 3 punten             | 2 punten                          | 1 punt                           |
| - Israël - Spanje | - Denemarken | - Turkije            | - Oostenrijk                      |                                  |

### Punten gegeven door Luxemburg

#### Finale
Punten gegeven in de finale:
| 12 punten | Verenigd Koninkrijk |
| 10 punten | Israël              |
| 8 punten  | Turkije             |
| 7 punten  | Portugal            |
| 6 punten  | Noorwegen           |
| 5 punten  | België              |
| 4 punten  | Cyprus              |
| 3 punten  | Zweden              |
| 2 punten  | Zwitserland         |
| 1 punt    | Spanje              |

1956 · 1957 · 1958 · 1959 · 1960 · 1961 · 1962 · 1963 · 1964 · 1965 · 1966 · 1967 · 1968 · 1969 · 1970 · 1971 · 1972 · 1973 · 1974 · 1975 · 1976 · 1977 · 1978 · 1979 · 1980 · 1981 · 1982 · 1983 · 1984 · 1985 · 1986 · 1987 · 1988 · 1989 · 1990 · 1991 · 1992 · 1993 · 1994-2023 · 2024 · 2025